# Nagyalásony
Nagyalásony je vesnice v Maďarsku v župě Veszprém, spadající pod okres Devecser. Vesnice se nachází asi 13 km jihozápadně od Pápy, 17 km severozápadně od Devecseru, 21 km východně od Celldömölku a 22 km severovýchodně od Jánosházy. V roce 2015 zde žilo 456 obyvatel, většina obyvatel jsou Maďaři.
Kromě hlavní vesnice Nagyalásony zahrnuje i malou část Ötvöspuszta, nacházející se asi 2 km východně od Nagyalásony.
Nagyalásony leží na silnici 8403 a je přímo spojeno se sídly Dabrony, Dáka, Kisszőlős, Noszlop, Nyárád, Pápasalamon a Vid.
Vesnicí prochází potok Gányás-patak, který se vlévá do potoka Hajagos-patak, vlévajícího se do řeky Marcal.